# Blackfriars Hall
Il Blackfriars Hall è la più antica delle Permanent Private Halls dell'Università di Oxford. Fondato nel 1221, fu temporaneamente chiuso sia come convento domenicano che come centro studi, per poi essere riaperto nel XX secolo.

## Membri celebri

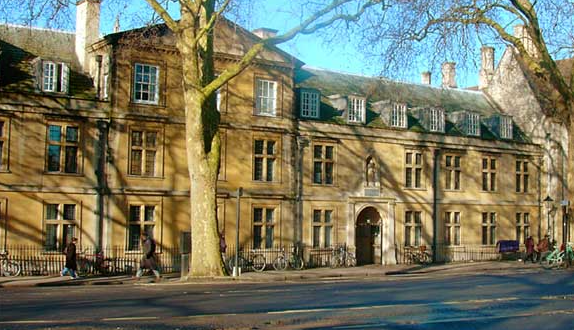
Ingresso del Blackfriars Hall

- Timothy Radcliffe, teologo e frate domenicano